# Wereldkampioenschappen zwemmen 2023 – 200 meter vlinderslag mannen
De 200 meter vlinderslag voor mannen op de wereldkampioenschappen zwemmen 2023 in Fukuoka vond plaats op 25 en 26 juli 2023. De zestien snelste zwemmers in de series kwalificeerden zich voor de halve finales, de snelste acht in de halve finales gingen door naar de finale.

## Records
Voorafgaand aan het toernooi waren dit het wereldrecord en het kampioenschapsrecord
| Wereldrecord         | Kristóf Milák | 1.50,73 | Gwangju | 24 juli 2019 |
| Kampioenschapsrecord | Kristóf Milák | 1.50,73 | Gwangju | 24 juli 2019 |

## Uitslagen

### Series
| Rang | Serie | Baan | Naam                  | Land                         | Tijd    | Bijz. |
| ---- | ----- | ---- | --------------------- | ---------------------------- | ------- | ----- |
| 1    | 5     | 4    | Tomoru Honda          | Japan                        | 1.54,21 | Q     |
| 2    | 3     | 1    | Arbidel González      | Spanje                       | 1.54,99 | Q, NR |
| 3    | 4     | 6    | Krzysztof Chmielewski | Polen                        | 1.55,02 | Q     |
| 4    | 5     | 2    | Wang Kuan-hung        | Chinees Taipei               | 1.55,17 | Q     |
| 5    | 5     | 6    | Alberto Razzetti      | Italië                       | 1.55,35 | Q     |
| 6    | 4     | 5    | Carson Foster         | Verenigde Staten             | 1.55,36 | Q     |
| 7    | 4     | 4    | Léon Marchand         | Frankrijk                    | 1.55,46 | Q     |
| 8    | 5     | 3    | Thomas Heilman        | Verenigde Staten             | 1.55,59 | Q     |
| 9    | 3     | 6    | Niu Guangsheng        | China                        | 1.55,69 | Q     |
| 10   | 4     | 3    | Teppei Morimoto       | Japan                        | 1.55,72 | Q     |
| 11   | 3     | 7    | Denys Kesil           | Oekraïne                     | 1.55,75 | Q     |
| 12   | 5     | 5    | Noè Ponti             | Zwitserland                  | 1.55,85 | Q     |
| 13   | 3     | 5    | Ilya Kharun           | Canada                       | 1.55,93 | Q     |
| 14   | 3     | 3    | Richárd Márton        | Hongarije                    | 1.56,03 | Q     |
| 15   | 3     | 2    | Lewis Clareburt       | Nieuw-Zeeland                | 1.56,23 | Q     |
| 16   | 5     | 1    | Matthew Temple        | Australië                    | 1.56,51 | Q, WD |
| 17   | 4     | 2    | Leonardo de Deus      | Brazilië                     | 1.56,79 | Q     |
| 18   | 5     | 7    | Federico Burdisso     | Italië                       | 1.56,86 |       |
| 19   | 3     | 4    | Chen Juner            | China                        | 1.56,87 |       |
| 20   | 4     | 8    | Martin Espernberger   | Oostenrijk                   | 1.57,36 |       |
| 21   | 4     | 1    | Moon Seung-woo        | Zuid-Korea                   | 1.57,79 |       |
| 22   | 5     | 8    | Héctor Ruvalcaba      | Mexico                       | 1.57,80 |       |
| 23   | 5     | 0    | Sajan Prakash         | India                        | 1.58,07 |       |
| 24   | 4     | 7    | Kregor Zirk           | Estland                      | 1.58,69 |       |
| 25   | 5     | 9    | Yeziel Morales        | Puerto Rico                  | 1.59,10 |       |
| 26   | 2     | 4    | Erick Gordillo        | Guatemala                    | 1.59,96 |       |
| 27   | 3     | 9    | Abdalla Nasr          | Egypte                       | 2.00,17 |       |
| 28   | 4     | 0    | Jorge Otaiza          | Venezuela                    | 2.01,83 |       |
| 29   | 3     | 0    | Navaphat Wongcharoen  | Thailand                     | 2.03,05 |       |
| 30   | 2     | 5    | Richard Nagy          | Slowakije                    | 2.03,33 |       |
| 31   | 2     | 6    | Simon Bachmann        | Seychellen                   | 2.03,57 |       |
| 32   | 2     | 3    | Diego Balbi           | Peru                         | 2.03,61 |       |
| 33   | 1     | 3    | Raekwon Noel          | Guyana                       | 2.05,65 |       |
| 34   | 2     | 7    | Gerald Hernández      | Nicaragua                    | 2.07,28 |       |
| 35   | 2     | 1    | Christian Jerome      | Haïti                        | 2.08,54 | NR    |
| 36   | 4     | 9    | Hồ Nguyễn Duy Khoa    | Vietnam                      | 2.11,47 |       |
| 37   | 2     | 8    | Ali Haidar            | Koeweit                      | 2.13,97 |       |
| 38   | 1     | 4    | Mohamed Rihan Shiham  | Malediven                    | 2.32,93 |       |
| 39   | 1     | 5    | James Hendrix         | Guam                         | DNS     | DNS   |
| 39   | 2     | 2    | Salem Sabt            | Verenigde Arabische Emiraten | DNS     | DNS   |
| 39   | 3     | 8    | Jaouad Syoud          | Algerije                     | DNS     | DNS   |

### Halve finales
| Rang | Serie | Baan | Naam                  | Land             | Tijd    | Bijz. |
| ---- | ----- | ---- | --------------------- | ---------------- | ------- | ----- |
| 1    | 1     | 3    | Carson Foster         | Verenigde Staten | 1.53,85 | Q     |
| 2    | 2     | 6    | Léon Marchand         | Frankrijk        | 1.54,21 | Q     |
| 3    | 2     | 1    | Ilya Kharun           | Canada           | 1.54,28 | Q, NR |
| 4    | 2     | 5    | Krzysztof Chmielewski | Polen            | 1.54,36 | Q     |
| 5    | 2     | 4    | Tomoru Honda          | Japan            | 1.54,43 | Q     |
| 6    | 1     | 1    | Richárd Márton        | Hongarije        | 1.54,54 | Q     |
| 7    | 1     | 6    | Thomas Heilman        | Verenigde Staten | 1.54,57 | Q     |
| 8    | 1     | 5    | Wang Kuan-hung        | Chinees Taipei   | 1.54,97 | Q     |
| 9    | 2     | 3    | Alberto Razzetti      | Italië           | 1.55,00 |       |
| 10   | 1     | 2    | Teppei Morimoto       | Japan            | 1.55,36 |       |
| 11   | 1     | 7    | Noè Ponti             | Zwitserland      | 1.55,44 |       |
| 12   | 1     | 4    | Arbidel González      | Spanje           | 1.55,61 |       |
| 13   | 2     | 8    | Lewis Clareburt       | Nieuw-Zeeland    | 1.56,44 |       |
| 14   | 2     | 7    | Denys Kesil           | Oekraïne         | 1.56,89 |       |
| 15   | 2     | 2    | Niu Guangsheng        | China            | 1.57,51 |       |
| 16   | 1     | 8    | Leonardo de Deus      | Brazilië         | 1.57,94 |       |

### Finale
| Rang   | Baan | Naam                  | Land             | Tijd    | Bijz. |
| ------ | ---- | --------------------- | ---------------- | ------- | ----- |
| Goud   | 5    | Léon Marchand         | Frankrijk        | 1.52,43 | NR    |
| Zilver | 6    | Krzysztof Chmielewski | Polen            | 1.53,62 |       |
| Brons  | 2    | Tomoru Honda          | Japan            | 1.53,66 |       |
| 4      | 1    | Thomas Heilman        | Verenigde Staten | 1.53,82 |       |
| 4      | 3    | Ilya Kharun           | Canada           | 1.53,82 | NR    |
| 6      | 4    | Carson Foster         | Verenigde Staten | 1.54,74 |       |
| 7      | 7    | Richárd Márton        | Hongarije        | 1.55,02 |       |
| 8      | 8    | Wang Kuan-hung        | Chinees Taipei   | 1.55,43 |       |